# Responsabilidad parental
La responsabilidad parental, corresponsabilidad parental o responsabilidad parental mancomunada es una institución del derecho de familia que regula las relaciones entre padres y madres, con sus hijos e hijas, así como otras relaciones equivalentes destinadas a cuidar, atender y educar a los niños. En algunos casos la denominación fue adoptada para diferenciar el régimen de responsabilidad parental, del régimen de patria potestad, especialmente con respecto al origen y muchas veces el contenido patriarcal que tiene esta última institución jurídica.
La responsabilidad parental está fundada en la noción de coparentalidad de las personas reconocidas como responsables parentales del niño, así como en los derechos de la niñez, en el marco de la Convención sobre los Derechos del Niño.

## Contenido
Las normas que integran la responsabilidad parental se pueden agrupar en tres grandes grupos de derechos, deberes, facultades y funciones: a) el cuidado personal; b) la educación; c) la representación legal. Estos grandes grupos incluyen derechos-deberes clásicos de la relación parental-filial, como la vigilancia, la corrección y la asistencia, tanto material como espiritual, campo que a su vez incluye la responsabilidad alimentaria.

## Situación por países

### Argentina
Argentina estableció un sistema de responsabilidad parental al entrar en vigencia en 2015 el Código Civil y Comercial, dejando sin efecto el viejo sistema de patria potestad, que había estado vigente desde tiempos coloniales.
El sistema de responsabilidad parental está regulado en el Título VII (Responsabilidad parental) del Libro Segundo (Relaciones de familia), desde el artículo 638 al artículo 704. El título se organiza a su vez en varios capítulos: 1) Principios generales; 2) Titularidad y ejercicio; 3) Deberes y derechos de los progenitores; 4) Cuidado de los hijos; 5) Obligación de alimentos; 6) Deberes de los hijos; 7) Progenitores e hijos afines; 8) Representación y administración de los bienes del hijo menor de edad; 9) Extinción y suspensión de la responsabilidad parental.
Los principios generales que rigen la responsabilidad parental son tres:
1. el interés superior del niño;
2. la autonomía progresiva del hijo;
3. el derecho del niño a ser oído.

El Código establece la corresponsabilidad parental entre el padre y la madre, en igualdad de condiciones, admitiendo la posibilidad de que también sea ejercida por dos hombres o dos mujeres. También establece algunos deberes de responsabilidad parental a cargo de progenitor afín (cónyuge o conviviente del progenitor titular), incluso en materia alimentaria.
En caso de falta de convivencia de los progenitores, el Código establece que el deber-derecho de cuidado personal del hijo o hija, seguirá siendo compartido por ambos, pudiendo optar por una modalidad de cuidado compartido indistinto, o de cuidado compartido alterno, prefiriéndose judicialmente en caso de discrepancia la primera modalidad.
En cuanto al deber alimentario, el mismo se extiende más allá de la mayoría de edad legal (18 años), hasta los 21 años, y hasta los 25 años cuando el hijo o la hija se encuentre estudiando.